# Août 1794

## Événements

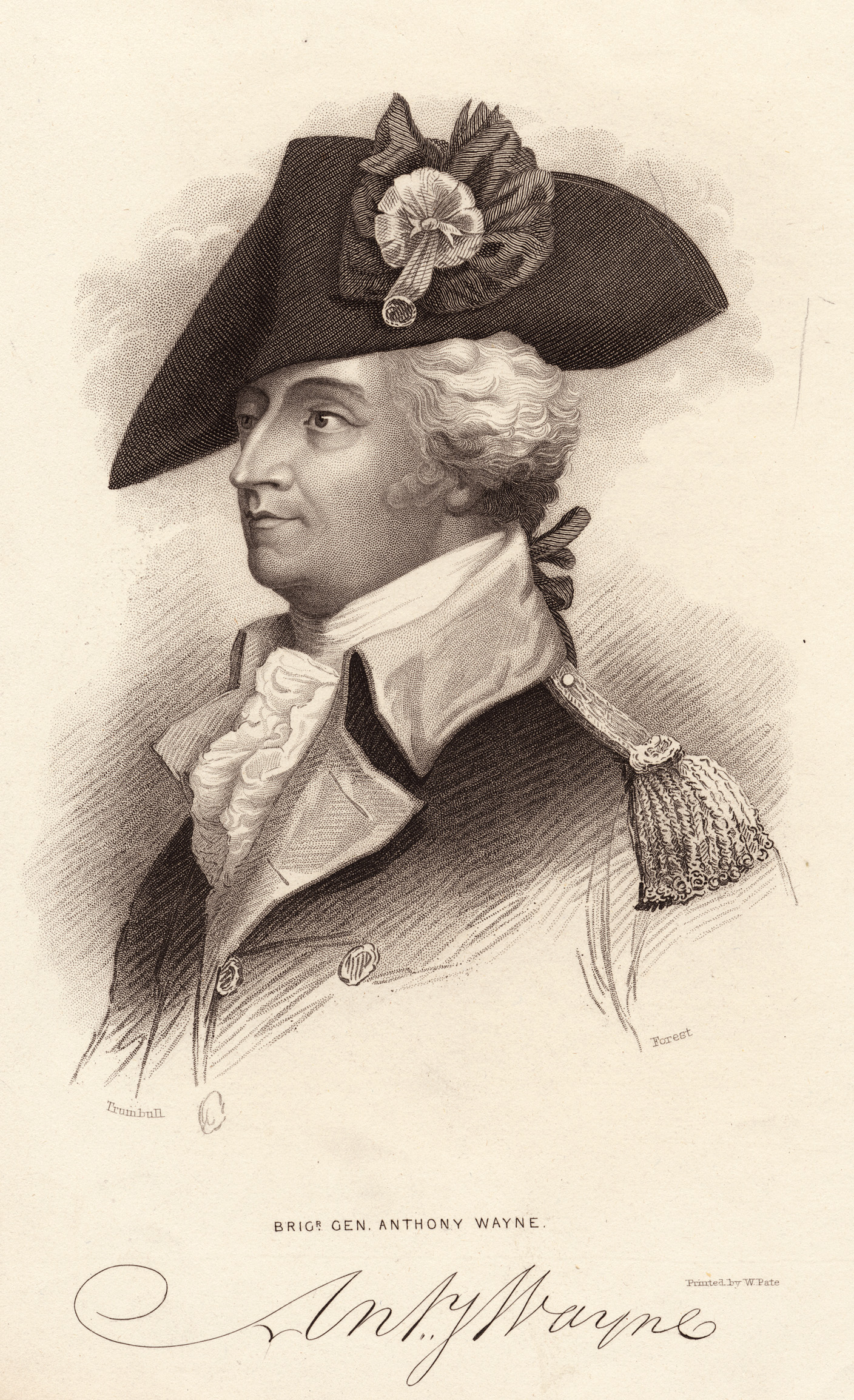
Anthony Wayne

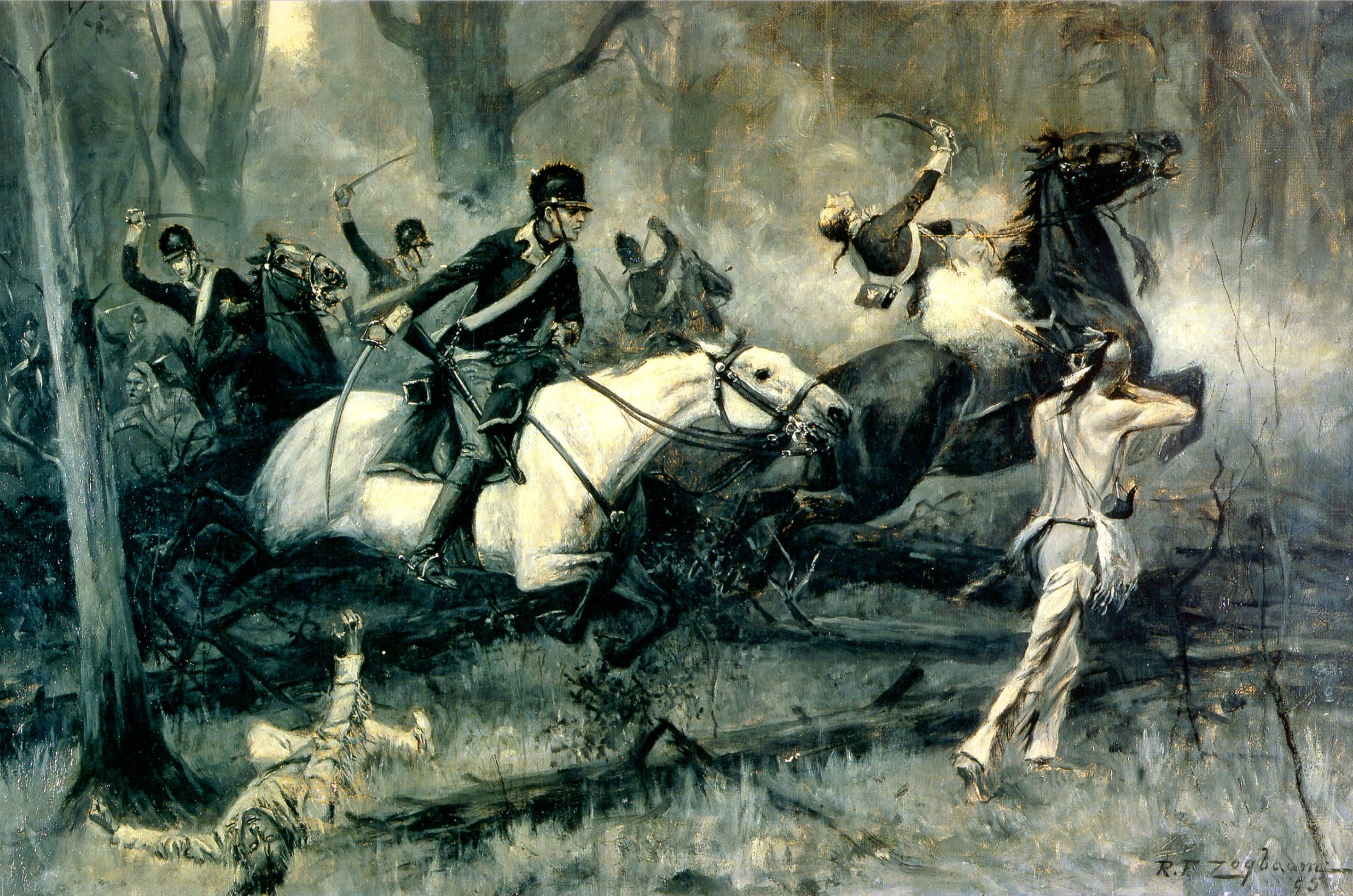
20 août : bataille de Fallen timbers.

- France : récolte de blé médiocre du fait de l’échaudage.

- 1er août (14 thermidor an II), France : la loi du 22 prairial est abrogée.
- 5 août (18 thermidor an II) : début de l'occupation britannique de la Corse (fin en 1796).
- 7 août : George Washington décrète la loi martiale en Pennsylvanie, Virginie, et plusieurs autres États contre les milices qui organisent la Révolte du Whisky.
- 9 août (22 thermidor an II) : arrestation de Bonaparte à Nice, suspecté de robespierrisme. Il sera remis en liberté onze jours plus tard.
- 10 août (23 thermidor an II) : 
  - Fin du siège de Calvi[1].
  - France : le personnel du Tribunal révolutionnaire est renouvelé.
- 17 août (30 thermidor an II) : combat de Saint-Jean-Brévelay.
- 18 août (1er fructidor an II) : combat de Trédion.
- 20 août, États-Unis : le général Anthony Wayne écrase la tribu des Miamis dans l’ancien Nord-Ouest, à la bataille de Fallen Timbers (Michigan), ce qui ouvre la vallée de l'Ohio à la colonisation[2].
- 24 août (7 fructidor an II), France : réorganisation du gouvernement révolutionnaire. Les Commissions exécutives sont mises chacune sous l'autorité d'un des Comités de la Convention.
- 28 août : l’évêque de Pistoia, Scipione de' Ricci, est condamné par le pape pour sa doctrine par la bulle Auctorem fidei[3].
- 31 août (14 fructidor an II) : Explosion de la poudrerie de Grenelle

## Naissances
- Bernhard Studer, géologue suisse († 2 mai 1887).

- 9 août (22 thermidor an II) : Achille Valenciennes (mort en 1865), zoologiste français.
- 21 août (4 fructidor an II) : Bernhard Studer (mort en 1887), géologue suisse.
- 29 août (12 fructidor an II) : Léon Cogniet, peintre français († 20 novembre 1880).

## Décès
- 22 août (5 fructidor an II) : Achille Pierre Dionis du Séjour (né en 1734), astronome et mathématicien français.